# Piergiorgio Bellocchio
Pour les articles homonymes, voir Bellocchio.
Piergiorgio Bellocchio, né le 15 décembre 1931 à Plaisance (Italie) et mort le 17 avril 2022 dans la même ville, est un écrivain et critique littéraire italien.

## Biographie
En 1962, Piergiorgio Bellocchio fonde la revue Quaderni Piacentini. Il remporte le prix Pozzale di Empoli avec son livre I piacevoli servi publié en 1966.
En 1969, il est le premier directeur du périodique Lotta Continua, organe de l'organisation politique révolutionnaire du même nom.
Entre 1977 et 1980, il dirige la maison d'édition milanaise Gulliver. En 1985, il fonde avec Alfonso Berardinelli la revue littéraire Diario.
Son œuvre de critique est en partie recueillie dans Dalla parte del torto publié en 1989.
En 2011, les Éditions de l'Encyclopédie des Nuisances publient en français Nous sommes des zéros satisfaits.
Piergiorgio Bellocchio est le frère du cinéaste Marco Bellocchio et l'oncle de l'acteur Pier Giorgio Bellocchio.

## Œuvres
Traduites en français
- Nous sommes des zéros satisfaits précédé de Limiter le déshonneur, traduit de l'italien par Jean-Marc Mandosio, Éditions de l'Encyclopédie des Nuisances, 2011.

En italien
- I piacevoli servi, Mondadori, Milan, 1966
- Dalla parte del torto, Einaudi, Turin, 1989
- Oggetti smarriti, Baldini Castoldi Dalai, Milan 1996
- Al di sotto della mischia. Satire e saggi, Scheiwiller, Milan 2007
- Diario 1985-1993, avec Alfonso Berardinelli, Macerata, Quodlibet, 2010